# Bruchophagus murrayi
Bruchophagus murrayi är en stekelart som först beskrevs av Girault 1929.  Bruchophagus murrayi ingår i släktet Bruchophagus och familjen kragglanssteklar. Inga underarter finns listade.